# Helligdom
En helligdom er indenfor mange religioner en betegnelse for de begreber som er hellige, f.eks. hellige skrifter, steder, bygninger, genstande, martyrer og profeter.
Indenfor kristendommen betragtes særligt biblen og ikke mindst kirker som helligdomme. I Europa var en kirkes status som hellig oprindeligt stærkt forbundet med at den blev opført på et helligt sted som ofte var lig med at et mirakel eller martyrium angiveligt havde fundet sted på stedet, eller en hellig person var begravet i eller ved kirken. Et eksempl på en sådan stor helligdom er f.eks. Peterskirken i Rom som markerer den, første pave, sankt Peters martyrium.
I Romerskkatolske kirker indeholder alteret ofte en kasse, som indeholder en helligdom bestående af levn fra en helgen. Fælles for alle kristne kirker er at området omkring alteret betragtes som særligt helligt pga. Guds tilstedeværelse i kraft af nadveren som sker under messen.
I andre religioner findes ligeledes helligdomme. I islam findes det hellige skrift Koranen og moskéen Al-Haram med Ka'ba i Mekka. I jødedommen findes bl.a. Toraen og Grædemuren som markante helligdomme.

## Nordisk religion
Indenfor nordisk religion betegner en helligdom en kultplads, som formodentlig oprindeligt har været et åbent sted med et stenalter hvor der foregik ofringer til guderne og tilbedelse af opstillede gudebilleder.
| Religion | Spire Denne religionsartikel er en spire som bør udbygges. Du er velkommen til at hjælpe Wikipedia ved at udvide den. |